# 89.ª edición de los Premios Óscar
La 89.ª edición de los Óscar premió a las mejores películas de 2016. Organizada por la Academia de Artes y Ciencias Cinematográficas, tuvo lugar en el Dolby Theatre de Los Ángeles (Estados Unidos) el 26 de febrero de 2017. 
Durante la ceremonia se entregaron los Premios de la Academia (popularmente conocidos como los «Óscar») en 24 categorías. Fue televisada en Estados Unidos por la ABC, producida por Michael De Luca y Jennifer Todd, y presentada por Jimmy Kimmel por primera vez.
El premio a la «Mejor película» fue para Moonlight, que fue galardonada después de un error de organización, cuando los actores Warren Beatty y Faye Dunaway, encargados de proclamar la ganadora, leyeron un sobre equivocado dando por vencedora a La La Land. Esta fue la primera ocasión en los 89 años de historia de los premios que se produjo una equivocación al entregar una estatuilla. La La Land obtuvo la mayor cantidad de nominaciones (14), y la mayor cantidad de premios (6).
En eventos relacionados, el 12 de noviembre de 2016, la Academia celebró la octava ceremonia de los Annual Governors Awards en el Grand Ballroom del Hollywood and Highland. El 11 de febrero de 2017, John Cho y Leslie Mann presentaron los premios Científicos y Técnicos, que fueron entregados en una ceremonia en el Beverly Wilshire Hotel de Beverly Hills, California.

## Programa
| Fecha                 | Evento                                        |
| --------------------- | --------------------------------------------- |
| 24 de enero de 2017   | Anuncio de los nominados                      |
| 6 de febrero de 2017  | Almuerzo para los nominados                   |
| 11 de febrero de 2017 | Entrega de los premios Científicos y Técnicos |
| 13 de febrero de 2017 | Comienzo de la votación final                 |
| 21 de febrero de 2017 | Finalización de la votación final             |
| 26 de febrero de 2017 | 89.ª Entrega de los Premios Óscar             |

## Nominados y ganadores

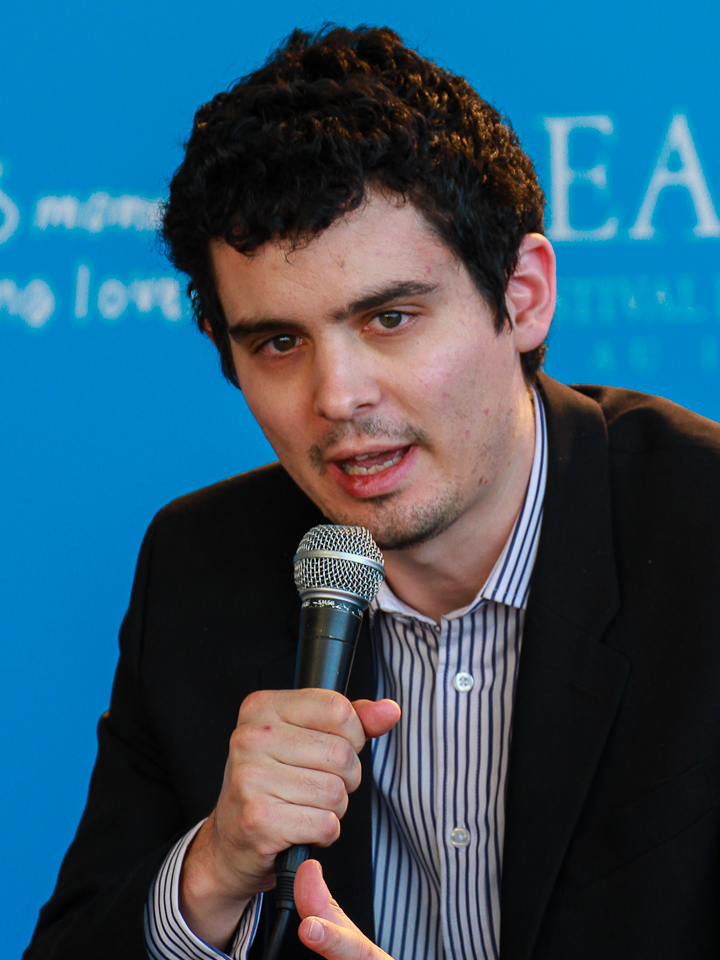
Damien Chazelle, a la edad de 32 años se convierte en el director más joven en ganar el Oscar por La La Land.

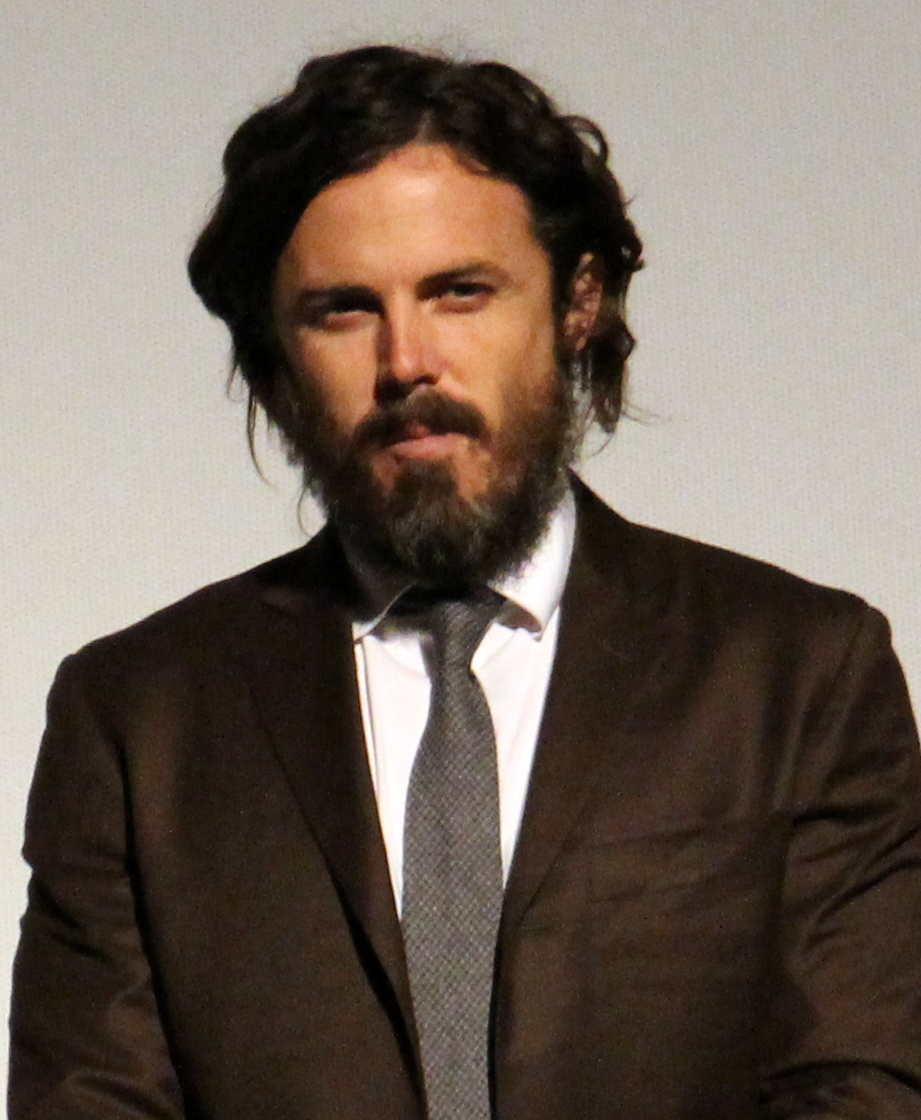
Casey Affleck, ganador de Mejor actor por Manchester by the Sea.

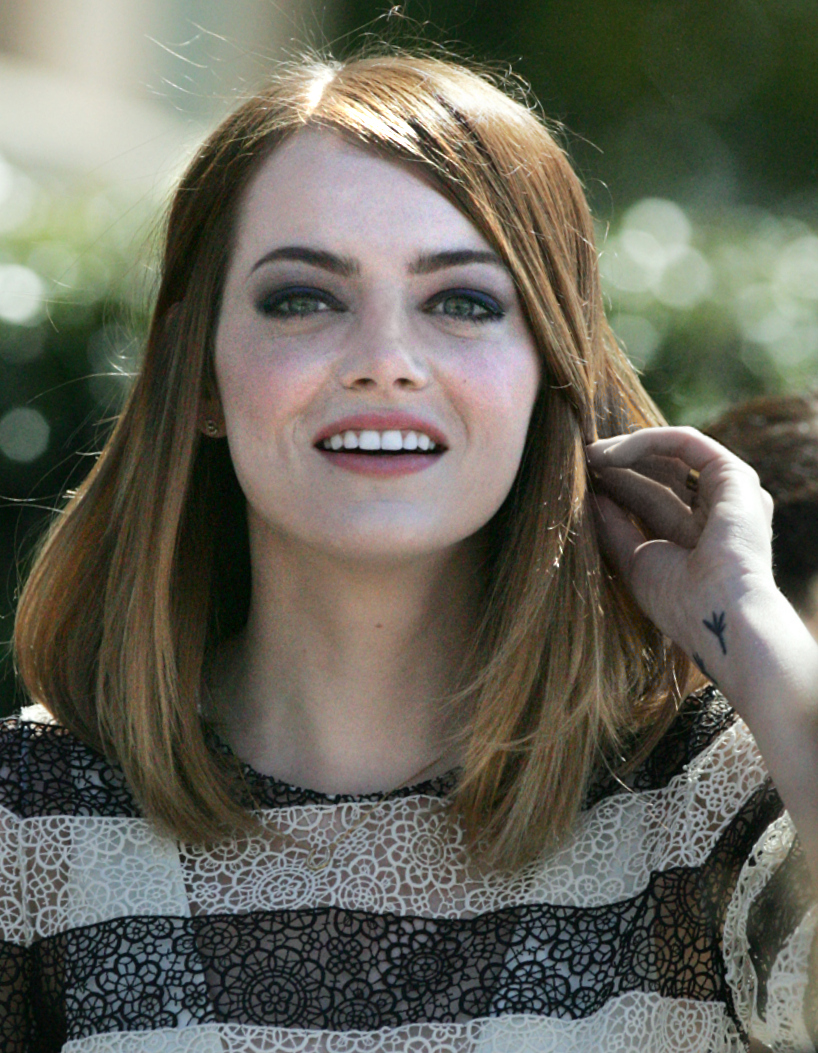
Emma Stone, ganadora de Mejor Actriz por La La Land.

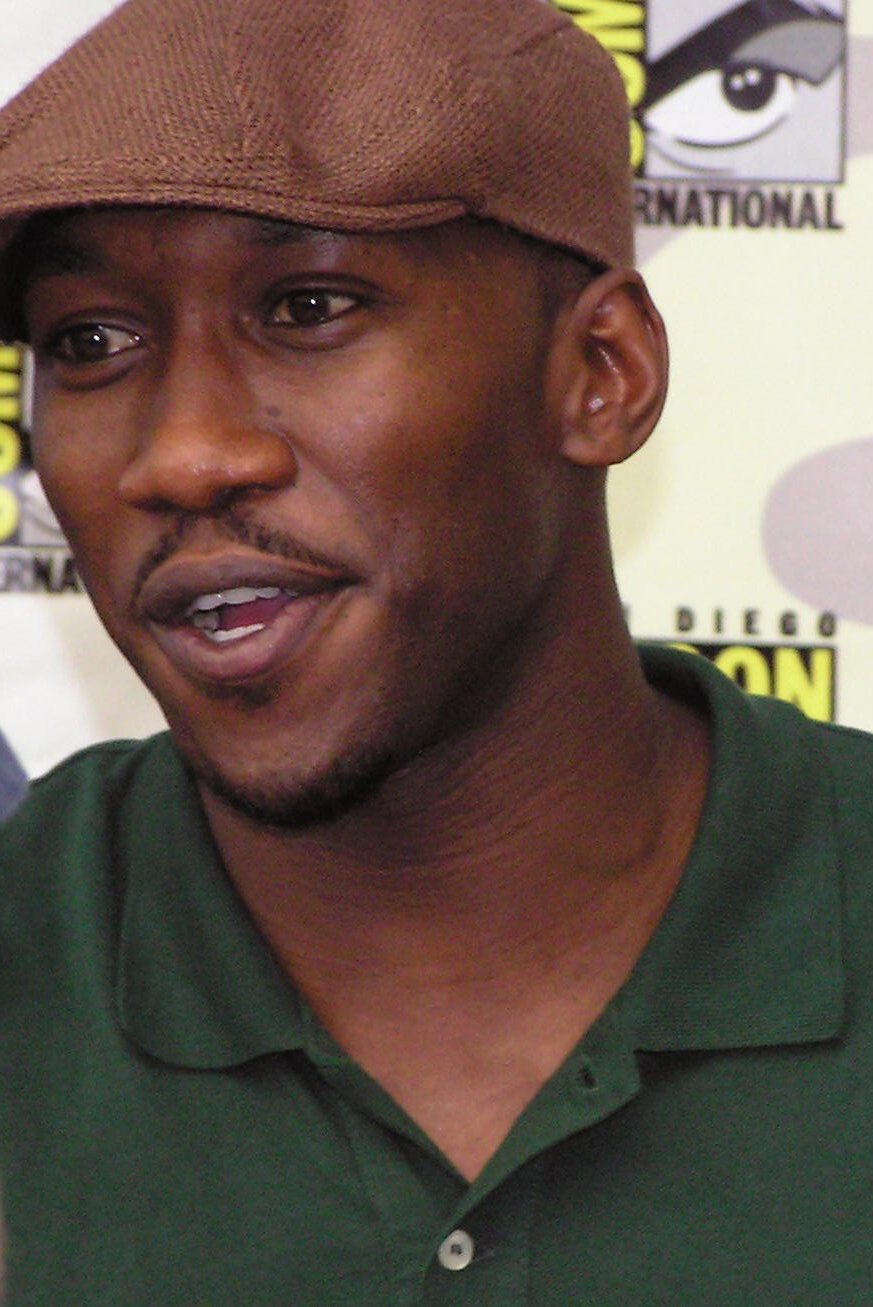
Mahershala Ali, ganador de Mejor actor de reparto por Moonlight.

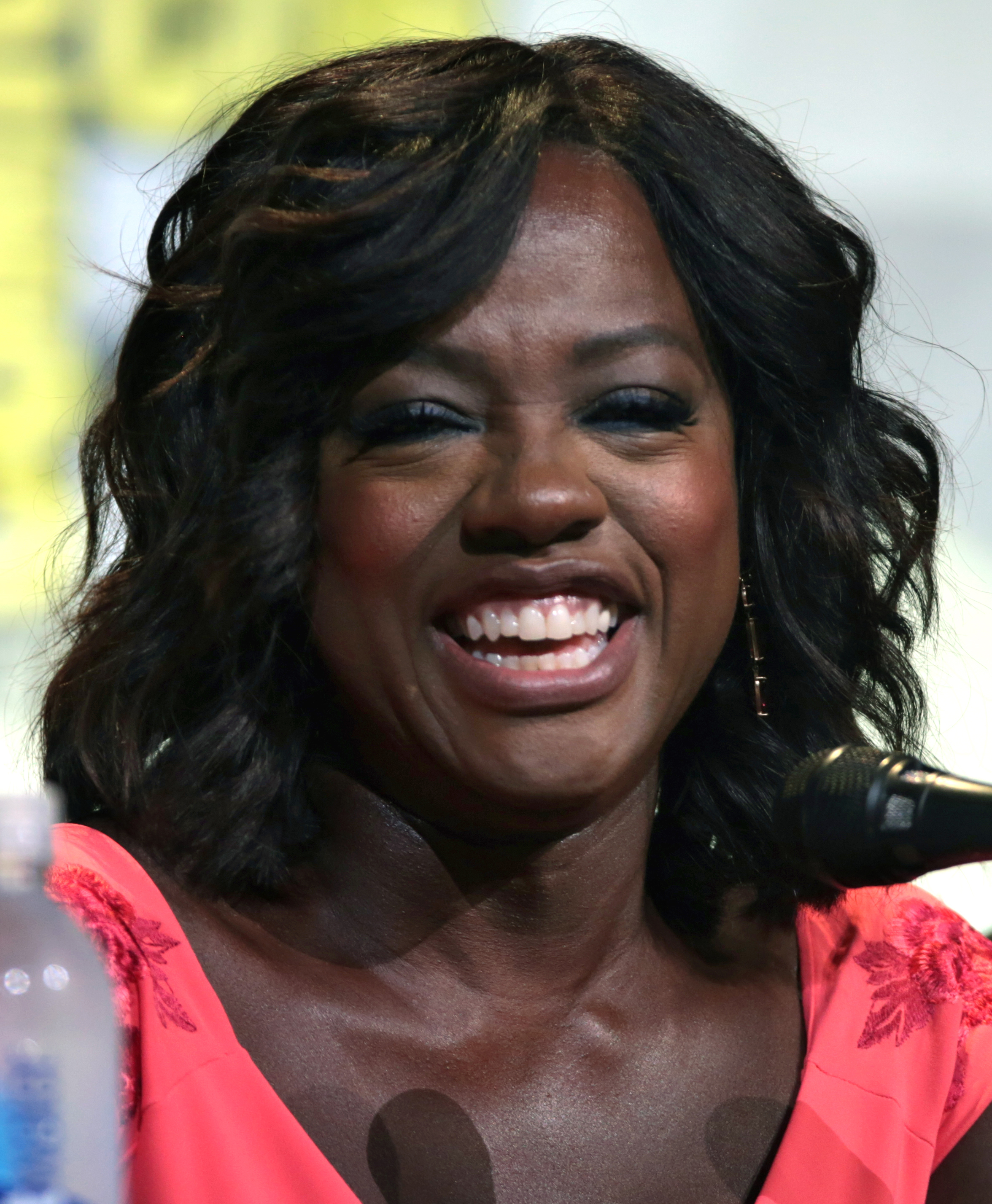
Viola Davis, ganadora de Mejor actriz de reparto por Fences.

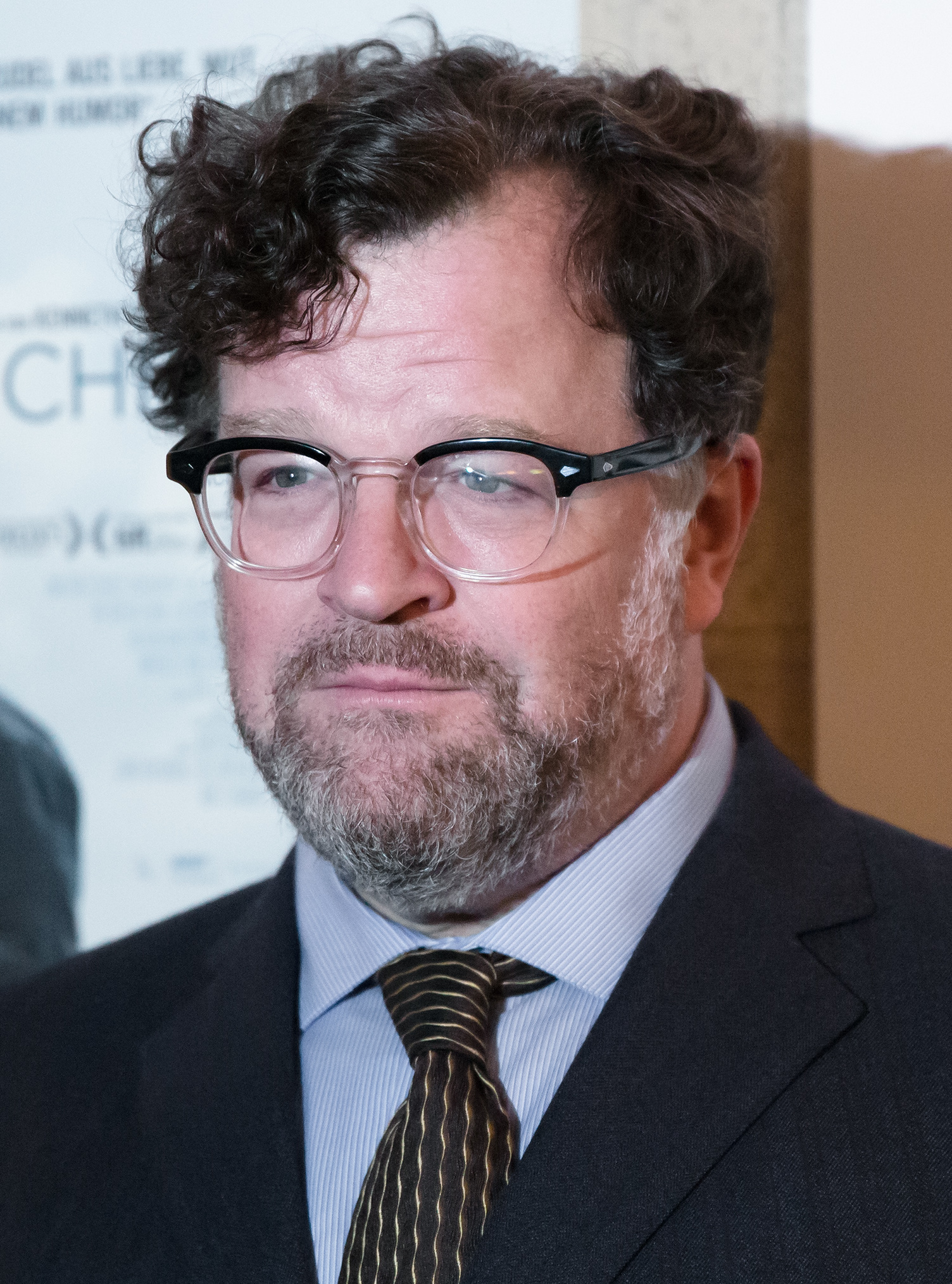
Kenneth Lonergan, ganador de mejor guion original por Manchester by the Sea.

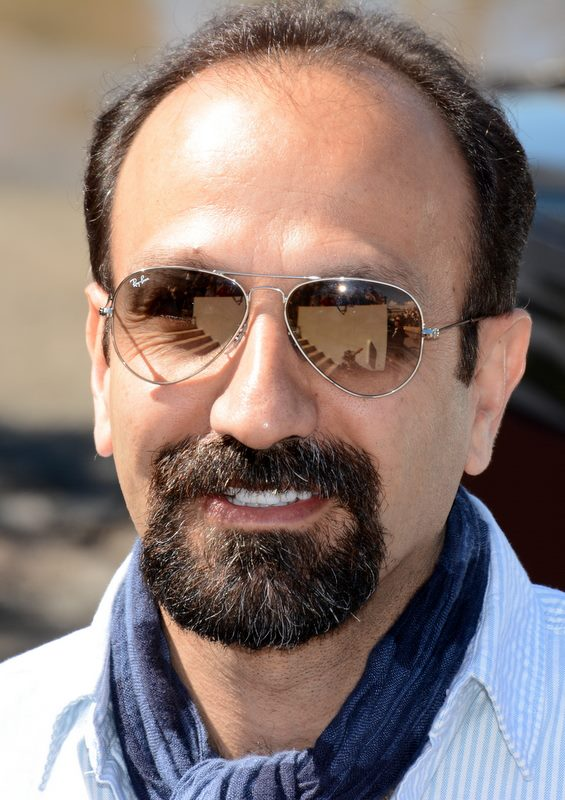
Asghar Farhadi, ganador de mejor película de habla no inglesa por segunda vez por la película iraní El cliente.

El 24 de enero de 2017, los directores Guillermo del Toro y Jason Reitman, la presidenta de la Academia, Cheryl Boone Isaacs, las actrices Brie Larson, Marcia Gay Harden, Glenn Close, Gabourey Sidibe y Jennifer Hudson y los actores Terrence Howard, Ken Watanabe y Demián Bichir anunciaron los nominados. Por primera vez en la historia, el anuncio se realizó vía transmisión en vivo por medio de las páginas oficiales de la Academia y a través de emisoras locales. La La Land recibió un total de catorce nominaciones, convirtiéndose en la película con más candidaturas al Óscar junto con Titanic (1997) y All About Eve (1950). Por su parte, La llegada y Moonlight fueron nominadas en ocho categorías. Además, Meryl Streep se convirtió en la mujer con el mayor número de nominaciones en la historia de los premios de la Academia. Por su parte el sonidista Kevin O'Connell quien ostentaba el récord como la persona con más nominaciones sin haber ganado nunca, se llevó la estatuilla tras 20 derrotas previas. La productora cinematográfica Dede Gardner se convirtió en la primera mujer en ganar por segunda vez  el Óscar a la Mejor película  por Moonlight, su otro premio lo ganó previamente por 12 Years a Slave en 2014. Damien Chazelle se convirtió en el director más joven en ganar el Oscar a Mejor director a los 32 años de edad, igualando el récord que ostentaba el director Norman Taurog al ganar la estatuilla por dirigir la película Skippy en 1931.
 Indica el ganador dentro de cada categoría, mostrado al principio y resaltado en negritas. A continuación se listan los nominados y ganadores:
| Mejor película - Moonlight – Adele Romanski, Dede Gardner y Jeremy Kleiner - Hacksaw Ridge (Hasta el último hombre) – Bill Mechanic y David Permut - Fences – Scott Rudin, Denzel Washington y Todd Black - Arrival (La llegada) – Shawn Levy, Dan Levine, Aaron Ryder y David Linde - Hell or High Water (Comanchería) – Carla Hacken y Julie Yorn - Lion – Emile Sherman, Iain Canning y Angie Fielder - Manchester by the Sea (Manchester frente al mar) – Casey Affleck, Kimberly Steward, Chris Moore, Lauren Becky y Kevin J. Walsh - Hidden Figures (Figuras ocultas) – Donna Gigliotti, Peter Chernin, Jenno Topping, Pharrell Williams y Theodore Melfi - La La Land – Fred Berger, Jordan Horowitz y Marc Platt | Mejor director - Damien Chazelle – La La Land - Barry Jenkins – Moonlight - Kenneth Lonergan – Manchester by the Sea (Manchester frente al mar) - Denis Villeneuve – Arrival (La llegada) - Mel Gibson - Hacksaw Ridge (Hasta el último hombre) |
| Mejor actor - Casey Affleck – Manchester by the Sea (Manchester frente al mar) como Lee Chandler - Andrew Garfield – Hacksaw Ridge (Hasta el último hombre) como Desmond Doss - Ryan Gosling – La La Land como Sebastian Wilder - Viggo Mortensen – Captain Fantastic como Ben Cash - Denzel Washington – Fences como Troy Maxson | Mejor actriz - Emma Stone – La La Land como Mia Dolan - Isabelle Huppert – Elle como Michèle Leblanc - Ruth Negga – Loving como Mildred Loving - Natalie Portman – Jackie como Jacqueline Kennedy Onassis - Meryl Streep – Florence Foster Jenkins como Florence Foster Jenkins |
| Mejor actor de reparto - Mahershala Ali – Moonlight como Juan - Jeff Bridges – Hell or High Water (Comanchería) como Marcus Hamilton - Lucas Hedges – Manchester by the Sea (Manchester frente al mar) como Patrick Chandler - Dev Patel – Lion como Saroo Brierley - Michael Shannon – Nocturnal Animals (Animales nocturnos) como Bobby Andes | Mejor actriz de reparto - Viola Davis – Fences como Rose Lee Maxson - Naomie Harris – Moonlight como Paula - Nicole Kidman – Lion como Sue Brierley - Octavia Spencer – Hidden Figures (Figuras ocultas) como Dorothy Vaughan - Michelle Williams – Manchester by the Sea (Manchester frente al mar) como Randi |
| Mejor guion original - Manchester by the Sea (Manchester frente al mar) – Kenneth Lonergan - Hell or High Water (Comanchería) – Taylor Sheridan - La La Land – Damien Chazelle - The Lobster (Langosta) – Yorgos Lanthimos y Efthimis Fillippou - 20th Century Women (Mujeres del siglo XX) – Mike Mills | Mejor guion adaptado - Moonlight – Barry Jenkins y Tarell Alvin McCraneyde In Moonlight Black Boys Look Blue por Tarell Alvin McCraney - Arrival (La llegada) – Eric Heisserer de Story of Your Life por Ted Chiang - Fences – August Wilson de Fences por August Wilson - Hidden Figures (Figuras ocultas) – Allison Schroeder & Theodore Melfi de Hidden Figures por Margot Lee Shetterly - Lion – Luke Davies de A Long Way Home por Saroo Brierley y Larry Buttrose                                                                                         |
| Mejor película de animación - Zootopia (Zootrópolis) – Byron Howard, Rich Moore y Clark Spencer - Kubo and the Two Strings (Kubo y las dos cuerdas mágicas) – Travis Knight y Arianne Sutner - La tortue rouge (a tortuga roja) – Michaël Dudok de Wit y Toshio Suzuki - Ma Vie De Courgette (La vida de Calabacín) – Claude Barras y Max Karli - Moana (Vaiana) – John Musker, Ron Clements y Osnat Shurer | Mejor película de habla no inglesa - Forushande (El cliente) (Irán) en persa – Asghar Farhadi - Tanna (Australia) en nauvhal – Martin Butler y Bentley Dean - Toni Erdmann (Alemania) en alemán – Maren Ade - En man som heter Ove (Un hombre llamado Ove) (Suecia) en sueco – Hannes Holm - Under sandet (Land of Mine (Bajo la arena)) (Dinamarca) en danés – Martin Zandvliet |
| Mejor documental largo - O.J.: Made in America – Ezra Edelman y Caroline Waterlow - 13th – Ava DuVernay, Spencer Avericky y Howard Barish - Fire at Sea – Gianfranco Rosi y Donatella Palermo - I Am Not Your Negro – Raoul Peck , Rémi Grelletyy y Hébert Peck - Life, Animated – Roger Ross Williams y Julie Goldman | Mejor documental corto - The White Helmets – Orlando von Einsiedel y Joanna Natasegara - Extremis – Dan Krauss - 4.1 Miles – Daphne Matziaraki - Joe's Violin – Kahane Cooperman y Raphaela Neihausen - Watani: My Homeland – Marcel Mettelsiefen y Stephen Ellis |
| Mejor cortometraje - Mindenki – Kristof Deák y Anna Udvardy - Ennemis Interieurs – Sélim Azzazi - La Femme et le TGV – Timo von Gunten y Giacun Caduff - Silent Nights – Aske Bang y Kim Magnusson - Timecode – Juanjo Giménez | Mejor cortometraje animado - Piper – Alan Barillaro y Marc Sondheimer - Blind Vaysha – Theodore Ushev - Borrowed Time – Andrew Coats y Lou Hamou-Lhadj - Pear Cider and Cigarettes – Robert Valley y Cara Speller - Pearl – Patrick Osborne |
| Mejor banda sonora - La La Land – Justin Hurwitz - Jackie – Micachu - Lion – Dustin O'Halloran y Hauschka - Moonlight – Nicholas Britell - Passengers – Thomas Newman | Mejor canción original - «City of Stars» de La La Land – Música por Justin Hurwitz y letra por Benj Pasek y Justin Paul - «Audition (The Fools Who Dream)» de La La Land – Música por Justin Hurwitz y letra por Benj Pasek y Justin Paul - «Can't Stop the Feeling!» de Trolls – Música y letra por Justin Timberlake, Max Martin y Shellback - «How Far I'll Go» de Moana (Vaiana) – Música y letra por Lin-Manuel Miranda - «The Empty Chair» de Jim: The James Foley Story – Música y letra por J. Ralph y Sting                                            |
| Mejor edición de sonido - Arrival (La llegada) – Sylvain Bellemare - Deepwater Horizon (Marea negra) – Wylie Stateman y Renée Tondelli - Hacksaw Ridge (Hasta el último hombre) – Robert Mackenzie y Andy Wright - La La Land – Ai-Ling Lee y Mildred Iatrou Morgan - Sully – Alan Robert Murray y Bub Asman | Mejor sonido - Hacksaw Ridge (Hasta el último hombre) – Kevin O'Connell, Andy Wright, Robert Mackenzie y Peter Grace - 13 Horas: Los soldados secretos de Bengasi – Greg P. Russell, Gary Summers, Jeffrey J. Haboush y Mac Ruth - La La Land – Andy Nelson, Ai-Ling Leey y Steve A. Morrow - Arrival (La llegada) – Bernard Gariépy Strobl y Claude La Haye - Rogue One: A Star Wars Story (Rogue One: una historia de Star Wars) – David Parker, Christopher Scarabosio y Stuart Wilson                                                                       |
| Mejor diseño de producción - La La Land – Sandy Reynolds-Wasco y David Wasco - Fantastic Beasts and Where to Find Them (Animales fantásticos y dónde encontrarlos) – Stuart Craig y Anna Pinnock - Hail, Caesar! – Jess Gonchor y Nancy Haigh - Arrival (La llegada) – Patrice Vermette y Paul Hotte - Passengers – Guy Hendrix Dyas y Gene Serdena | Mejor fotografía - La La Land – Linus Sandgren - Arrival (La llegada) – Bradford Young - Lion – Greig Fraser - Moonlight – James Laxton - Silence – Rodrigo Prieto |
| Mejor maquillaje - Suicide Squad (Escuadrón Suicida) – Alessandro Bertolazzi, Giorgio Gregorini y Christopher Nelson - Star Trek Beyond (Star Trek: Más allá) – Joel Harlow y Richard Alonzo - En man som heter Ove (Un hombre llamado Ove) – Eva von Bahr y Love Larson | Mejor diseño de vestuario - Fantastic Beasts and Where to Find Them (Animales fantásticos y dónde encontrarlos) – Colleen Atwood - Aliados – Joanna Johnston - Florence Foster Jenkins – Consolata Boyle - Jackie – Madeline Fontaine - La La Land – Mary Zophres |
| Mejor montaje - Hacksaw Ridge (Hasta el último hombre) – John Gilbert - Hell or High Water (Comanchería) – Jake Roberts - La La Land – Tom Cross - Arrival (La llegada) – Joe Walker - Moonlight – Nat Sanders y Joi McMillon | Mejores efectos visuales - The Jungle Book (El libro de la selva) – Robert Legato, Adam Valdez, Andrew R. Jones y Dan Lemmon - Deepwater Horizon (Marea negra) – Craig Hammeck, Jason Snell, Jason Billington y Burt Dalton - Doctor Strange – Stephane Ceretti, Richard Bluff, Vincent Cirelli y Paul Corbould - Kubo and the Two Strings (Kubo y las dos cuerdas mágicas) – Steve Emerson, Oliver Jones, Brian McLean y Brad Schiff - Rogue One: A Star Wars Story (Rogue One: una historia de Star Wars) – John Knoll, Mohen Leo, Hal Hickel y Neil Corbould |

1. 1 2  Erróneamente se presentó a La La Land en un inicio como el filme ganador.[16]
2. ↑  La Academia revocó su nominación debido a una violación de las regulaciones de promoción.[17]

### Premios de los Gobernadores
El 12 de noviembre de 2016, durante la octava entrega anual de los Premios de los Gobernadores, se presentaron los siguientes premios:
Óscar honorífico
- Jackie Chan (actor).
- Anne V. Coates (editora de películas).
- Lynn Stalmaster (director de reparto).
- Frederick Wiseman (director de cine documental).

## Premios y nominaciones múltiples
| Película                                                                            | Nominaciones | Premios |
| ----------------------------------------------------------------------------------- | ------------ | ------- |
| La La Land                                                                          | 14           | 6       |
| Arrival (La llegada)                                                                | 8            | 1       |
| Moonlight                                                                           | 8            | 3       |
| 'Hacksaw Ridge (Hasta el último hombre)                                             | 6            | 2       |
| Lion                                                                                | 6            | 0       |
| Manchester by the Sea (Manchester frente al mar)                                    | 6            | 2       |
| Fences                                                                              | 4            | 1       |
| Hell or High Water (Comanchería)                                                    | 4            | 0       |
| Hidden Figures (Figuras ocultas)                                                    | 3            | 0       |
| Jackie                                                                              | 3            | 0       |
| Fantastic Beasts and Where to Find Them (Animales fantásticos y dónde encontrarlos) | 2            | 1       |
| Deepwater Horizon (Marea negra)                                                     | 2            | 0       |
| Florence Foster Jenkins                                                             | 2            | 0       |
| Kubo and the Two Strings (Kubo y las dos cuerdas mágicas)                           | 2            | 0       |
| Moana (Vaiana)                                                                      | 2            | 0       |
| Passengers                                                                          | 2            | 0       |
| Rogue One: A Star Wars Story (Rogue One: una historia de Star Wars)                 | 2            | 0       |
| En man som heter Ove (Un hombre llamado Ove)                                        | 2            | 0       |
| Captain Fantastic                                                                   | 1            | 0       |
| Suicide Squad (Escuadrón Suicida)                                                   | 1            | 1       |

## Ceremonia

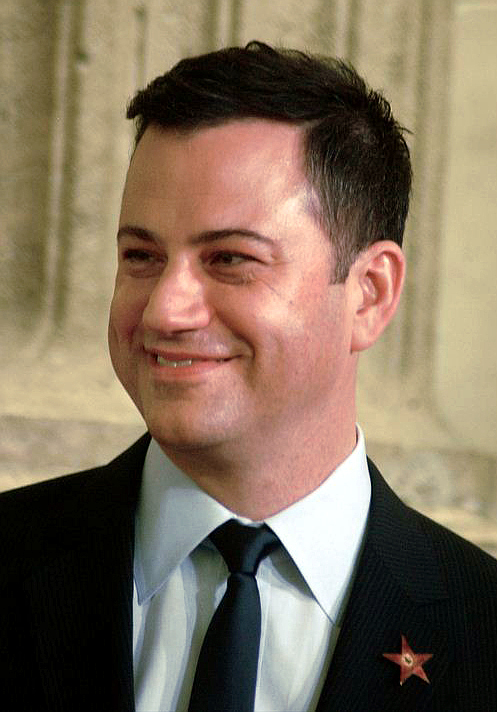
Jimmy Kimmel fue el anfitrión de los 89.º Premios Óscar.

Los productores David Hill y Reginald Hudlin rechazaron dirigir la ceremonia debido a las críticas mixtas y el bajo índice de audiencia que tuvo la entrega anterior. Por su parte, el actor Chris Rock indicó a Variety, con respecto a si volvería a presentar los premios, «alguien más lo hará». Hablando sobre producir el programa, Rock señaló «¿Ya tienen un productor? Yo lo haré».
En noviembre de 2016, la Academia contrató a Michael De Luca y Jennifer Todd para la producción de la ceremonia. «Qué equipo tan talentoso», afirmó la directora del organismo, Cheryl Boone Isaacs, en el comunicado de prensa con el que se anunció la decisión. «Mike y Jennifer mantienen una gran relación profesional y un enorme amor y respeto por el cine. Seguramente su gran experiencia les servirá para crear un evento excepcional e inolvidable para todos los fanáticos del cine», agregó. El 5 de diciembre, se anunció a Jimmy Kimmel como el anfitrión de la ceremonia. La Academia cambió su forma de anunciar las nominaciones, pasando del anuncio en vivo en el Samuel Goldwyn Theater a la transmisión en vivo por medio de sus páginas oficiales y a través de emisoras locales.

### Recaudación de las películas nominadas
El 24 de enero de 2017, día del anuncio de las nominaciones, la recaudación combinada de los nueve filmes nominados a la mejor película sumaba 483.8 millones de dólares en Estados Unidos, con un promedio de 53.8 millones por producción. En ese momento, La Llegada mantenía la mayor suma con 95.7 millones a nivel nacional, seguida de La La Land con 90.5 millones, Hidden Figures (85 millones), Hasta el último hombre (65.5 millones), Fences (48.8 millones), Manchester by the Sea (39 millones), Hell or High Water (27 millones), Lion (16.5 millones) y Moonlight (15.8 millones).

### Diversidad racial
En los dos años previos, los premios fueron criticados por la falta de diversidad racial entre los nominados a las categorías principales. Luego de que se anunciaran los nominados el 24 de enero, diversos medios destacaron la diversidad en las categorías, puesto que se nominó a un número récord de siete actores pertenecientes a minorías y seis intérpretes negros. Por primera ocasión en la historia de la Academia, cada categoría de actuación incluyó actores negros y, en el mismo año, se nominó a tres actrices en la categoría de mejor actriz de reparto y tres guionistas negros en la de mejor guion adaptado. Igualmente, se nominó a un director afroamericano en la categoría de mejor director, siendo el cuarto en la historia de los Óscar.
Viola Davis, nominada previamente por sus actuaciones en La duda (2008) y The Help (2011), se convirtió en la primera actriz afroamericana en recibir tres nominaciones a los premios de la Academia. Igualmente, el director de fotografía Bradford Young, por su trabajo en La llegada, recibió la primera nominación para un afroamericano en esa categoría. Ava DuVernay, por su documental 13th, fue la primera mujer negra en ser nominada al mejor documental largo y August Wilson se convirtió en el primer ganador del Pulitzer y el octavo escritor en recibir una nominación póstuma.

### Prohibición de viaje
El director iraní Asghar Farhadi, ganador en la categoría a la mejor película de habla no inglesa por el filme El cliente, no asistió a la ceremonia debido al veto migratorio contra su país. No obstante, afirmó que no participaría incluso si se realizara una excepción: «Lamento anunciar a través de esta declaración que he decidido no asistir a la ceremonia de los premios de la Academia junto a mis compañeros miembros de la comunidad cinematográfica». Al recibir el premio en su nombre, Anousheh Ansari leyó un comunicado de su parte en el que señalaba: «Siento mucho no estar con ustedes esta noche. Mi ausencia es por respeto a la gente de mi país y de esas otras seis naciones a las que ha faltado el respeto la ley inhumana que prohíbe su entrada a Estados Unidos».

### Error en el anuncio de la mejor película
Como homenaje a los 50 años de la película Bonnie and Clyde, los actores Warren Beatty y Faye Dunaway fueron invitados para presentar la categoría del Oscar a la mejor película. 
Llegado el final de la ceremonia, Beatty abrió el sobre que debía contener el nombre de la cinta ganadora. En ese momento, y mientras la orquesta tocaba el clásico redoble de tambores, Beatty lee para él mismo la tarjeta dentro y acto seguido revisa el sobre una vez más para comprobar que no hubiese una segunda tarjeta. Luego, mira de nuevo la papeleta en sus manos y comienza a titubear confundido. La gente dentro del teatro, creyó que era una broma de Beatty insinuando suspenso.
Después de una breve pausa, Beatty decide ceder la palabra a Faye Dunaway para que ella resuelva la confusión que hasta ese momento solo él conocía, pero Dunaway al mirar la tarjeta anuncia rápidamente a La La Land como el filme ganador. La orquesta del teatro entonces comenzó a tocar uno de los temas instrumentales de la película, mientras los productores, acompañados del director y los actores de la cinta, subieron al escenario para recoger las estatuillas. Mientras el productor Jordan Horowitz pronunciaba su discurso de agradecimiento, los dos representantes de la empresa PwC (empresa que se había dedicado a contar las papeletas de la gala), quienes llevaron dos maletas de cuero en donde se encontraban las papeletas de los ganadores, acomapañados por uno de los organizadores de la gala subieron desconcertados al escenario e incómodamente comunica al equipo de La La Land y al propio Warren Beatty, que había habido una confusión con los sobres. En ese momento, uno de los técnicos entrega a Warren Beatty el sobre correcto. Mientras esto se aclaraba para la gente arriba del escenario, tres productores de La La Land tuvieron tiempo suficiente para dar sus discursos, hasta que Jordan Horowitz toma la palabra una vez más y declara completamente shockeado: «Esto ha sido un error, Moonlight es la ganadora de Mejor Película. No es una broma, suban al escenario».  Acto seguido arrebata de forma brusca la tarjeta a Beatty y ante la mirada incrédula del auditorio, muestra a la cámara la papeleta original que confirma a Moonlight como la verdadera ganadora de la noche. Beatty entonces tomó la palabra y declaró que el error se debió a que «Abrí el sobre y decía Emma Stone, La La Land [...] no estaba tratando de ser gracioso».
Horowitz y todo el equipo de La La Land bajaron del escenario y en su lugar, la producción de Moonlight subió a recoger el galardón.

#### Repercusión mediática
Consecuencia del error respecto a los sobres, la firma PriceWaterhouseCoopers (o PwC) responsable de contabilizar los votos de académicos para cada una de las categorías de los Premios Oscar, confirmó la declaración de Warren Beatty, atribuyendo el error a una confusión debido a sobres repetidos. Responsabilizándose de los hechos, la PwC anunció que habían entregado a los presentadores en cuestión, un sobre repetido de la categoría de mejor actriz, la cual había sido concedida tan solo minutos antes a Emma Stone.

Pedimos disculpas a Moonlight, La La Land, Warren Beatty, Faye Dunaway y a los espectadores de los Oscar por el error durante el anuncio de Mejor Película. Se les dio a los presentadores el sobre equivocado y, cuando se supo, fue corregido inmediatamente. Estamos investigando cómo pudo pasar y estamos profundamente arrepentidos de que esto sucediera. Apreciamos la agilidad con la que los nominados, la Academia y Jimmy Kimmel manejaron la situación.
PriceWaterhouseCoopers

Fue la primera vez en 89 años en la historia de la premiación (ochenta y tres desde que PwC contabiliza los votos), que ocurrió una equivocación al anunciar el resultado de una categoría, y a diferencia de Titanic y All About Eve; La La Land aún compartiendo con dichos títulos el logro de "películas más nominadas en los Oscar", fue la primera de ellas que perdió el galardón de Mejor Película. Luego de la celebración, Emma Stone declaró que desde el momento en que recibió su premio, el sobre original se mantuvo con ella. Por su parte el conductor de la ceremonia, Jimmy Kimmel, conocido en el medio por realizar bromas usando cámaras escondidas, recalcó lo inesperado del momento. El presentador Steve Harvey conocido por cometer un error similar al pronunciar erróneamente a la ganadora del certamen Miss Universo en 2015, publicó con ironía en su cuenta de Twitter un mensaje en donde pedía a Warren Beatty llamarlo, que él sabía como "ayudarle para pasar por esto". Por su parte, las burlas y chistes mediáticos en redes sociales predominaron durante la noche posterior a la ceremonia.

### Errores en el obituario
Además del incidente de los sobres, hubo dos errores en el obituario que al lado de la gravedad del anterior pasaron más desapercibidos: por un lado, cuando se nombró a la vestuarista australiana Janet Patterson, se colocó por error la imagen de la productora Jan Chapman, también australiana y que trabajó junto a Patterson y estableció una fuerte amistad con ella, pero que se encuentra viva. Por otro lado, no se incluyó a la actriz Alexis Arquette, quien murió en 2016 a los 47 años, lo que provocó la airada queja de su hermana Patricia, también actriz.

### Presentadores y actuaciones
Las siguientes personas presentaron una categoría de los premios o realizaron un acto musical:

#### Presentadores
| Nombre                                                           | Categoría |
| ---------------------------------------------------------------- | --- |
| Jimmy Kimmel                                                     | Presentador de la Ceremonia.                                                                                            |
| Alicia Vikander                                                  | Presentación del premio al mejor actor de reparto.                                                                      |
| Jason Bateman Kate McKinnon                                      | Presentación de los premios al mejor maquillaje y al mejor diseño de vestuario.                                         |
| Taraji P. Henson Katherine Johnson Janelle Monáe Octavia Spencer | Presentación del premio al mejor documental largo.                                                                      |
| Dwayne Johnson                                                   | Presentación de la actuación de la canción nominada a la mejor canción original «How Far I'll Go».                      |
| Cheryl Boone Isaacs                                              | |
| Sofia Boutella Chris Evans                                       | Presentación de los premios al mejor sonido y mejor edición de sonido.                                                  |
| Vince Vaughn                                                     | Presentación del segmento sobre los Premios de los Gobernadores.                                                        |
| Mark Rylance                                                     | Presentación del premio a la mejor actriz de reparto.                                                                   |
| Shirley MacLaine Charlize Theron                                 | Presentación del premio a la mejor película de habla no inglesa.                                                        |
| Dev Patel                                                        | Presentación de la actuación de la canción nominada a la mejor canción original «The Empty Chair».                      |
| Gael García Bernal Hailee Steinfeld                              | Presentación del premio al mejor cortometraje animado y a la mejor película animada.                                    |
| Jamie Dornan Dakota Johnson                                      | Presentación del premio al mejor diseño de producción.                                                                  |
| Riz Ahmed Felicity Jones                                         | Presentación del premio a los mejores efectos visuales.                                                                 |
| Michael J. Fox Seth Rogen                                        | Presentación del premio al mejor montaje.                                                                               |
| Salma Hayek David Oyelowo                                        | Presentación de los premios al mejor documental corto y al mejor cortometraje.                                          |
| John Cho Leslie Mann                                             | Presentación del segmento sobre los Premios Científicos y Técnicos de la Academia.                                      |
| Javier Bardem Meryl Streep                                       | Presentación del premio a la mejor fotografía.                                                                          |
| Ryan Gosling Emma Stone                                          | Presentación de las canciones nominadas a la mejor canción original «City of Stars» y «Audition (The Fools Who Dream)». |
| Samuel L. Jackson                                                | Presentación del premio a la mejor banda sonora.                                                                        |
| Scarlett Johansson                                               | Presentación del premio a la mejor canción original.                                                                    |
| Jennifer Aniston                                                 | Presentación del segmento In Memoriam.                                                                                  |
| Ben Affleck Matt Damon                                           | Presentación del premio al mejor guion original.                                                                        |
| Amy Adams                                                        | Presentación del premio al mejor guion adaptado.                                                                        |
| Halle Berry                                                      | Presentación del premio al mejor director.                                                                              |
| Brie Larson                                                      | Presentación del premio al mejor actor.                                                                                 |
| Leonardo DiCaprio                                                | Presentación del premio a la mejor actriz.                                                                              |
| Warren Beatty Faye Dunaway                                       | Presentación del premio a la mejor película.                                                                            |

### Actuaciones
| Nombre                             | Acto                                                             |
| ---------------------------------- | ---------------------------------------------------------------- |
| Harold Wheeler                     | Arreglos orquestales.                                            |
| Justin Timberlake                  | «Can't Stop the Feeling!» de Trolls                              |
| Auli'i Cravalho Lin-Manuel Miranda | «How Far I'll Go» de Moana                                       |
| Sting                              | «The Empty Chair» de Jim: The James Foley Story                  |
| John Legend                        | «Audition (The Fools Who Dream)» y «City of Stars» de La La Land |
| Sara Bareilles                     | Presentación durante el segmento In Memoriam.                    |

### In Memoriam
La academia recuerda a aquellas personalidades que fallecieron durante el año anterior:[cita requerida]
- Arthur Hiller
- Ken Adam
- Tracy Scott
- Bill Nunn
- Alice Arlen
- George Kennedy
- Gene Wilder
- Donald P. Harris
- Paul Sylbert
- Michael Cimino
- Andrzej Wajda
- Patty Duke
- Garry Marshall
- Wilma Baker
- Emmanuelle Riva
- Janet Patterson
- Anton Yelchin
- Mary Tyler Moore
- Prince
- Kenny Baker
- John Hurt
- Jim Clark
- Norma Moriceau
- Fern Buchner
- Kit West
- Lupita Tovar
- Manlio Rocchetti
- Pat Conroy
- Nancy Reagan
- Abbas Kiarostami
- William Peter Blatty
- Ken Howard
- Tyrus Wong
- Hector Babenco
- Curtis Hanson
- Marni Nixon
- George West
- Raoul Coutard
- Zsa Zsa Gabor
- Anthony Gibbs
- Om Puri
- Andrea Jaffe
- Richard Portman
- Debbie Reynolds
- Carrie Fisher